# Let's Go To Town
Let's Go To Town is de tweede en vijfde single van de Britse muziekgroep Sailor. Na het gigantisch succes van de eerste single Traffic Jam deed deze single in eerste instantie niets. Toen de single in 1975 opnieuw werd uitgebracht na het succesvolle Sailor behaalde het alleen de tipparade van de Top40. Het thema van de single is dezelfde als Sailor, bezoeken van de dames van plezier in de rosse buurt.
Als B-kant fungeerde eerst Sailor; de tweede versie had Girls of Amsterdam als B-kant. Alle tracks waren afkomstig van Sailor het album.
De vraag was of Nederland Sailormoe begon te worden; het antwoord van Sailor kwam met Girls, Girls, Girls.

## Versies
- ¹Epic 2997
- ²Epic 3258